# Ángel Olavarría
Ángel Olavarria Téllez  (Cabezón de la Sal, 17 de mayo de 1915 - Sevilla, 18 de enero de 2008), fue un abogado, notario, presidente de la Real Academia Sevillana de Legislación y Jurisprudencia, miembro del Consejo consultivo de la Junta de Andalucía, presidente de la Corte de Arbitraje de la Cámara de Comercio, exdecano del Colegio de Notarios, falleció en Sevilla el 18 de enero de 2008, a los 92 años de edad.

## Familia
Casado con Emilia Rodríguez-Arango Donapetry (Tita). Padre de once hijos.

## Estudios
Licenciado en Derecho por la Universidad de Madrid premio extraordinario de la carrera. Letrado por oposición del Servicio Jurídico del Instituto Nacional de Previsión en 1940. Notario de primera por oposición entre notarios en 1947.

## Historia y Vida
Llega a Sevilla en 1957 para hacerse cargo de una notaría afincándose en la ciudad hasta su jubilación en 1986, pronto se vincula al Sevilla FC y al Ateneo de Sevilla, que llega a nombrarle socio de honor. Fue elegido decano del Colegio sevillano de notarios. 
Fue censor del Colegio Notarial de La Coruña, académico de honor de la Academia Sevillana del Notariado, académico honorario de la Real Academia de Jurisprudencia y Legislación de Madrid, académico honorario de la Real Academia de Legislación de Valencia y académico correspondiente de la Real Academia de Jurisprudencia y Legislación de Granada. 
Fue condecorado con la cruz de honor de la Orden de San Raimundo de Peñafort y de la Condecoración Pontificia “Pro Ecclesia et Pontífice”. 
Sus restos reposan en la Iglesia de San Jorge del Hospital de La Caridad, Sevilla. 
- Datos: Q6173368